# الله‌مددلی
الله‌مددلی (به لاتین: Allahmədətli) یک منطقهٔ مسکونی در جمهوری آذربایجان است که در شهرستان ایمیشلی واقع شده‌است.

این روستا در مناطق تحت اشغال ارامنه اطراف قره باغ کوهستانی قرار داشت و در طول جنگ اول قره باغ کوهستانی در اوایل دهه 1990 تحت کنترل نیروهای ارمنی قومی قرار گرفت. این روستا متعاقباً به عنوان بخشی از استان کاشطاق که به آن واردانانت (به ارمنی: Վարդանանց) می‌گویند، بخشی از جمهوری جداشده آرتساخ شد. در 20 اکتبر 2020 در جریان جنگ 2020 قره باغ کوهستانی توسط آذربایجان بازپس گرفته شد.[2]

## خصوصیات
الله‌مددلی ۳۸۳ نفر جمعیت دارد.